# Argyrophenga harrisi
Argyrophenga harrisi är en fjärilsart som beskrevs av Robin C. Craw 1978. Argyrophenga harrisi ingår i släktet Argyrophenga och familjen praktfjärilar. Inga underarter finns listade i Catalogue of Life.